# Костагути, Винченцо
Винченцо Костагути (итал. Vincenzo Costaguti; 1612, Кьявари, Генуэзская республика — 6 декабря 1660, Рим, Папская область) — итальянский куриальный кардинал и доктор обоих прав. Регент Апостольской канцелярии с 12 декабря 1636 по 13 июля 1643. Апостольский легат в Урбино с 15 июня 1648 по 3 июня 1651. Кардинал-дьякон с 13 июля 1643, с титулярной диаконией Санта-Мария-ин-Портико-Октавиа с 31 августа 1643 по 23 сентября 1652. Кардинал-дьякон с титулярной диаконией Сант-Анджело-ин-Пескерия с 23 сентября 1652 по 21 июля 1653. Кардинал-дьякон с титулярной диаконией Санта-Мария-ин-Козмедин с 21 июля 1653 по 6 марта 1656. Кардинал-дьякон с титулярной диаконией Сант-Эустакьо с 6 марта 1656 по 19 июля 1660. Кардинал-священник с титулом церкви Сан-Каллисто с 19 июля по 6 декабря 1660.   